# Давтян, Ваагн Арменакович
Ваагн Давтян (арм. Վահագն Դավթյան; 15 августа 1922, Арапгир, Турция — 21 февраля 1996, Ереван, Армянская ССР, СССР) — известный армянский поэт, переводчик, заслуженный деятель культуры Армянской ССР.

## Биография
Родился 15 августа 1922 года в городе Арапгире, Турция. Печататься начал в 1935 году.
В 1948 Окончил Ереванский государственный университет, в 1996 стал академиком, член-корреспондент — с 1986 года.
- Участник Великой Отечественной войны (1940—1942).
- Литературный работник, заместитель редактора газеты «Авангард» (1945—1954).
- Заместитель редактора (1954—1959), а с 1962 по 1965 редактор армянской «Литературной газеты».
- Ответственный редактор еженедельной газеты «Айреники дзайн» (1965—1967).
- Главный редактор журнала «Советакан Айастан» (1981—1990).
- Заместитель председателя Комитета по культурным связям со Спюрком (1968—1981).
- Председатель Союза писателей Армении (1990—1994).

Умер 21 февраля 1996 в Ереване.
Так высказывался о нём нынешний председатель Союза писателей Армении Левон Ананян:

Ваагн Давтян является одним из величайших поэтов прошлого столетия, он входит в плеяду таких выдающихся мастеров, как Паруйр Севак, Геворг Эмин, Сильва Капутикян.

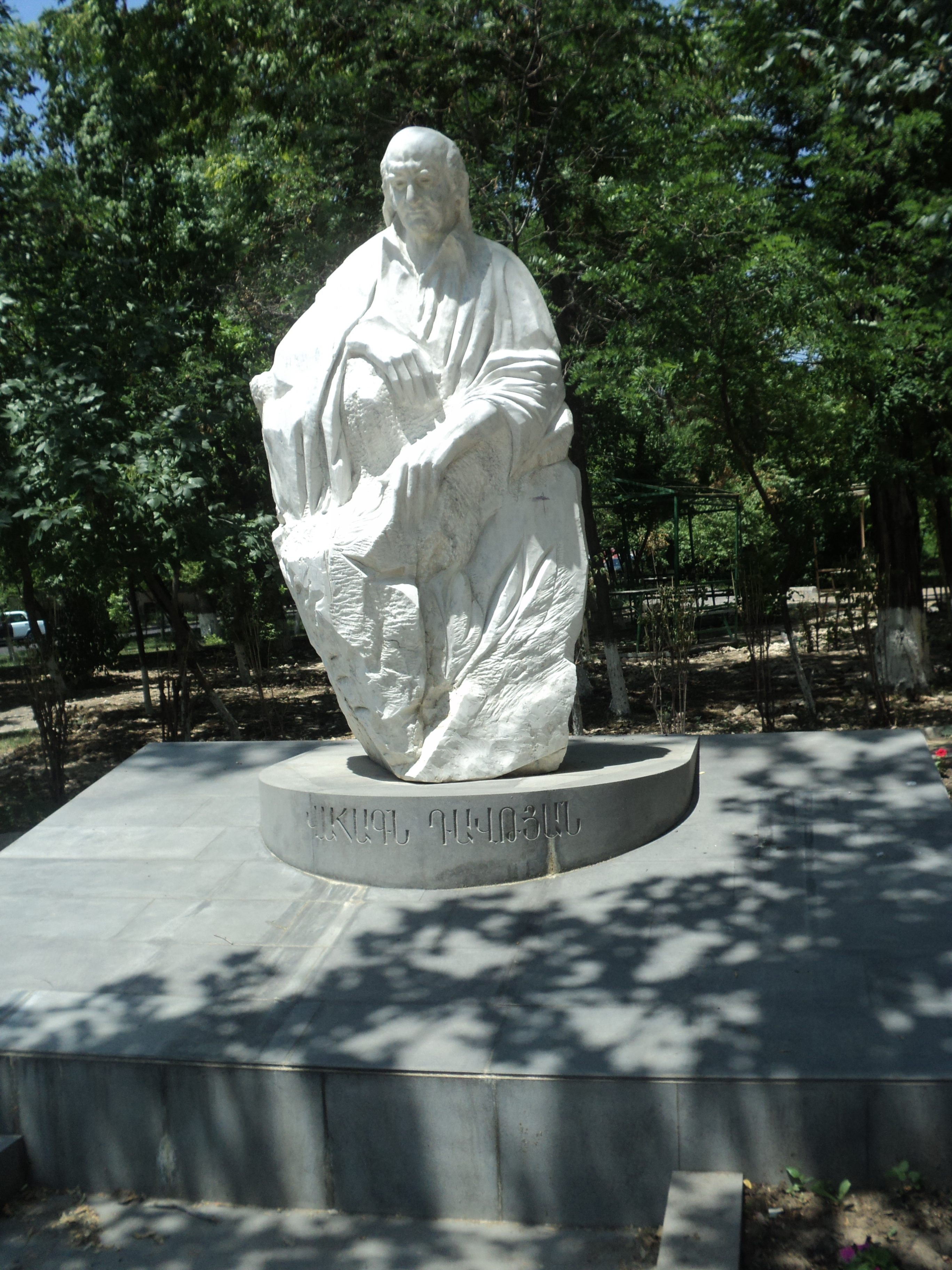

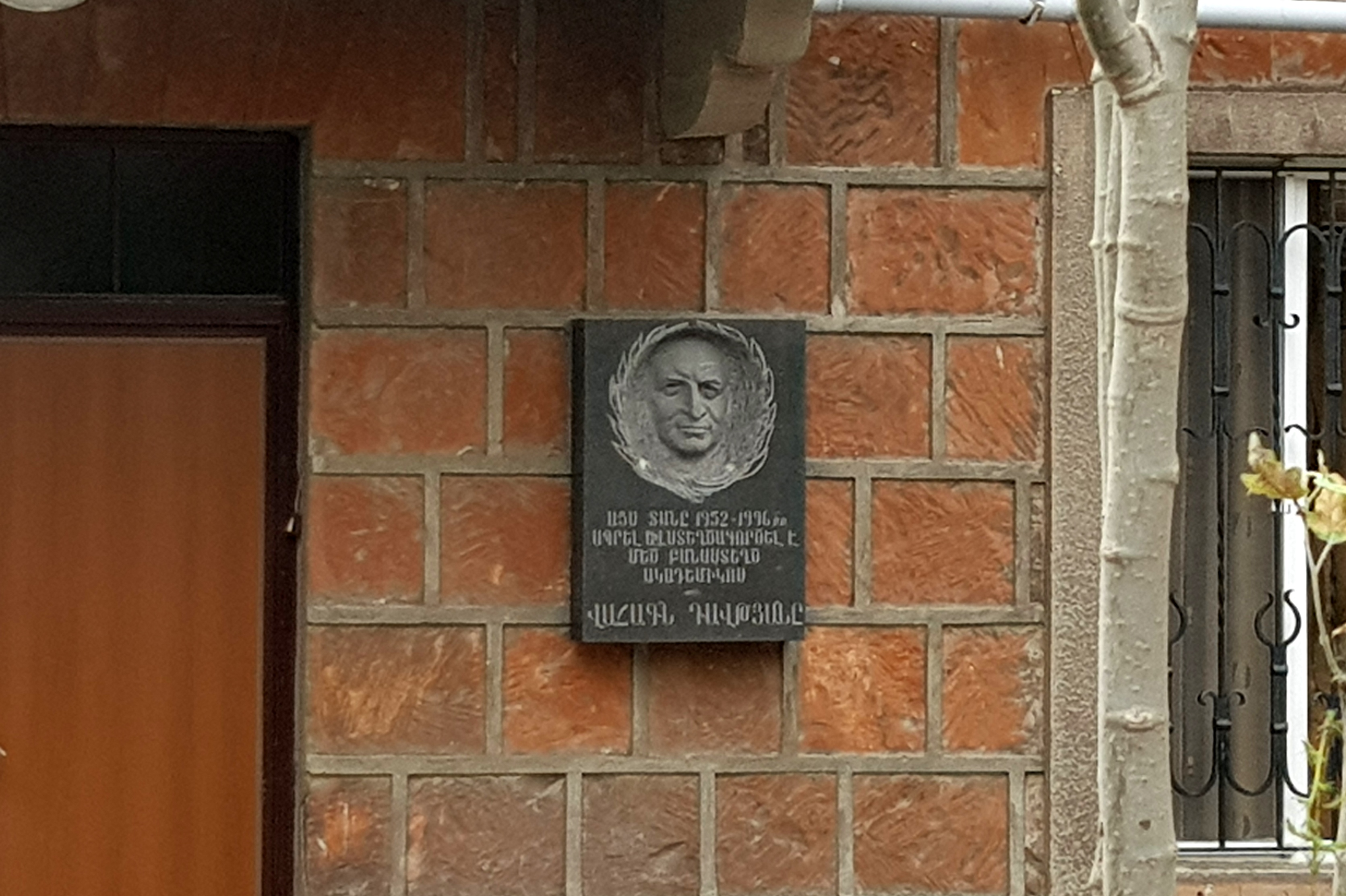
Мемориальная доска в Ереване, ул. Наири Зариан, 80

## Заслуги
- Член Союза писателей СССР (1959)
- Лауреат Государственных премий (1977, 1985) Армянской ССР
- Удостоен премии им. Е. Чаренца (1979).

## Награды
- Орден Трудового Красного Знамени (13 августа 1982) — за заслуги в развитии советской литературы и в связи с шестидесятилетием со дня рождения.
- Орден Отечественной войны 2 степени (1 августа 1986).
- Орден «Знак Почёта» (14 августа 1972) — за заслуги в области советской литературы и в связи с пятидесятилетием со дня рождения.
- Медаль «За трудовое отличие» (27 июня 1956) — за выдающиеся заслуги в развитии армянского советского искусства и литературы и в связи с декадой армянского искусства и литературы в гор. Москве.
- Заслуженный деятель культуры Армянской ССР.

## Произведения
В сборниках стихов «Первая любовь» (1947), «Утро мира» (1950) выражены патриотические чувства участника Великой Отечественной войны, любовь к природе родной земли. В стихах «Рассвет в горах» (1957), «Летняя гроза» (1964), «Песня вина» (1966) поэт глубоко проникает в нравственный мир современника. Гражданственностью и лиризмом проникнута историческая поэма «Тондракийцы» (1961), посвященная историческим событиям средневековой Армении. В 1969 вышла в свет книга исторических поэм «Дым очага».
- Первая любовь (сборник стихов, 1947)
- Утро мира (сборник стихов, 1950)
- Дорога через сердце (поэма, 1952)
- Лирика (1956)
- Рассвет в горах (1960)
- Тондракийцы (историческая поэма, 1961)
- Летняя гроза (стихи, 1964)
- Песня вина (стихи, 1966)
- Летний зной (1968)
- Дым очага (исторические поэмы, 1969)

Занимался переводами на армянский язык стихов и поэм А. С. Пушкина, С. А. Есенина, Ш. Петёфи.

## Память

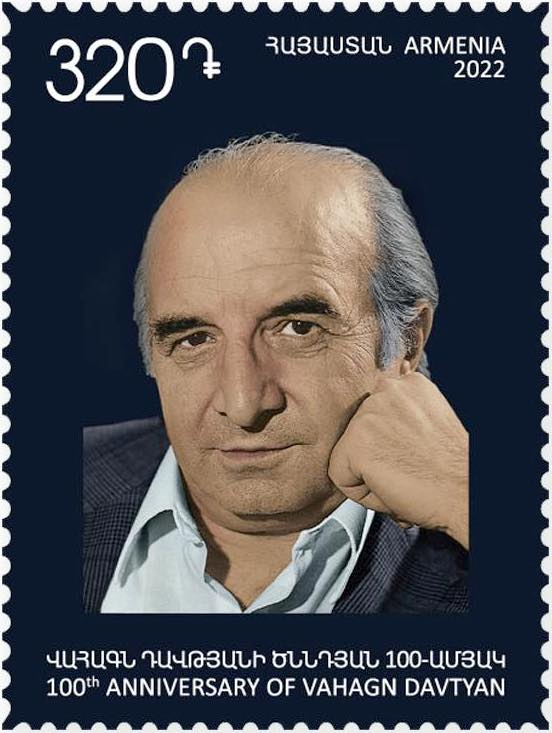
100 лет со дня рождения Ваагна Давтяна, Почта Армении, 2022

- В Ереване к 90-летию Ваагна Давтяна была открыта мемориальная доска (ул. Наири Зарьяна, 80)[5][6].
- В 2022 году Почта Армении выпустила почтовую марку, приуроченную к 100-летию со дня рождения Ваагна Давтяна.